# 101e régiment de grenadiers « empereur Guillaume, roi de Prusse » (2e régiment d'infanterie royal saxon)
Pour les articles homonymes, voir 101e régiment.
Le 101e régiment de grenadiers « empereur Guillaume, roi de Prusse » (2e régiment d'infanterie royal saxon) est le plus ancien régiment d'infanterie de l'armée électorale saxonne (plus tard royale). Il est fondé le 30 avril 1670 comme régiment personnel à pied sous le règne de l'électeur et de l'archimaréchal Jean-Georges II et est dissous le 31 mars 1919 à la suite de la perte de l'autonomie militaire de la Saxe après la Première Guerre mondiale et une tradition militaire de près de 250 ans.

## Formation
Le premier commandant, le colonel Kuffer, procède à l'enrôlement dans le manège de Dresde (anciennement situé entre le théâtre de la cour et le Zwinger). L'effectif de la compagnie est compris entre 101 et 151 hommes, dont 60 sont armés de piques et le reste de mousquets et d'épieux.

## Noms du régiment
Régiment du Corps du prince-électeur, régiment à pied du Corps, régiment saxon de grenadiers de la Garde, 2e régiment du Corps, Garde à pied du Corps, Garde à pied, Garde saxonne, Garde allemande, Régiment prince-électeur, Régiment roi, Bataillon roi, Bataillon de la Garde, Régiment de grenadiers (d'infanterie) du Corps, brigade du Corps, à partir du 1er avril 1867 avec l'introduction du service militaire obligatoire en Saxe : 101e régiment de grenadiers (2e régiment d'infanterie royal saxon), à partir de septembre 1868 attribution (port du nom) du régiment à Guillaume Ier "roi de Prusse", à partir du 18 janvier 1871 "empereur Guillaume, roi de Prusse" pour la fondation de l'Empire allemand

## Garnisons
Depuis la formation du régiment, les compagnies sont logées dans de petites garnisons notamment à Meissen, Bischofswerda, Senftenberg, Großenhain, Oschatz, Torgau, Pirna, Lommatzsch, Zittau, Döbeln, Freiberg et Dresde ou ensemble dans des camps d'entraînement avant le début des campagnes militaires, qui sont souvent suivies de plusieurs années d'absence du pays. En mars 1877, le régiment peut s'installer dans la caserne des grenadiers nouvellement construite (qui deviendra plus tard la caserne des grenadiers de l'Empereur) dans le quartier d'Albertstadt, au nord de Dresde.

## Commandants
- 1670 Oberst Kuffer (?)
- 1681 Oberst v. Escher
- 1683 Oberst v. Schönfeld(t)
- 1685 Oberstleutnant v. Schmeiß
- 1688 Oberstleutnant v. Schweinitz
- 1690 Oberst v. Schmeiß
- 1692 Oberst v. Bornstädt
- 1694 Oberst v. Ben(c)kendorf(f)
- 1695 Oberst Friedrich von Brause
- 1697 Oberst Siegmund von Brause
- 1697 Oberst v. der Drost
- 1699 Oberst Hanns Herrmann Wostromirsky von Rockittnigk (de)
- 1700 Oberst Baron v. Degenfeld
- 1703 Oberst Baron v. Bose

1re Garde :
- 1707 Oberst v. Stojentin
- 1718 Oberst Baron v. Schmettau
- 1719 Oberst v. Fitzner
- 1728 Oberst v. Weißenbach
- 1740 Oberst v. Stutterheim
- 1745 Oberst Noè de Crousaz

2e Garde:
- 1707 Generalmajor Baron v. Bose
- 1714 Oberst Freiherr v. Friesen
- 1719 Oberst v. Pflugk
- 1725 Oberst v. Iasmund
- 1734 Oberst v. Natzmer
- 1734 Oberst v. Münch
- 1745 Oberst Noè de Crousaz
- 1752 Oberst v. Winkelmann
- 1757 Oberstleutnant v. Goetz
- 1764 Oberst v. Pirch
- 1778 Oberst v. Gersdorff
- 1778 Oberst Wolf Reinhard von Hartitzsch

- 1788 Oberst de Leger
- 1791 Oberst v. Stammer
- 1795 Oberst v. Low
- 1795 Oberst v. Stieglitz
- 1796 Oberst v. Biela
- 1800 Oberst v. Hayn
- 1801 Oberst v. Gertenberg
- 1807 Oberst Donat

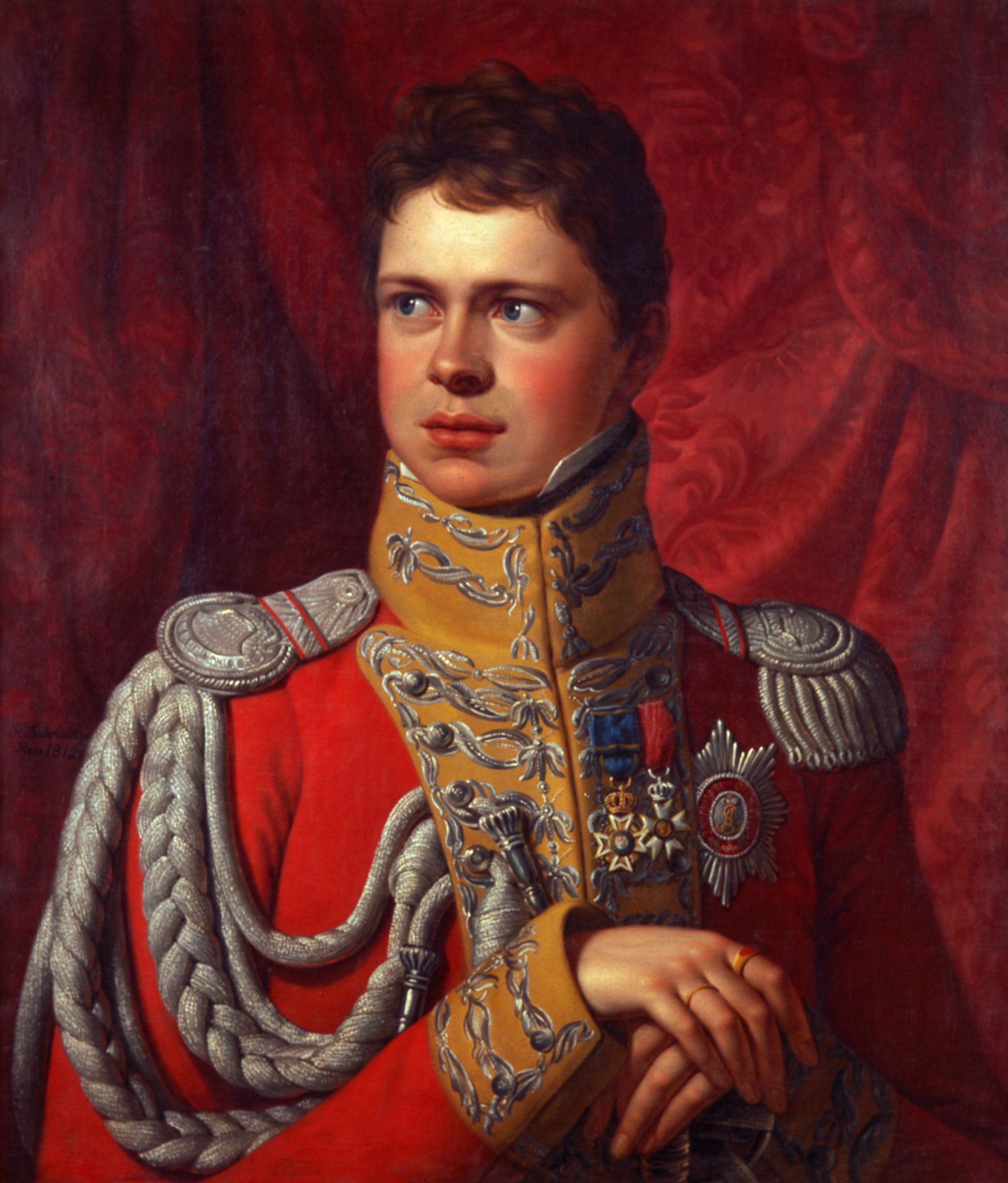
Bernard de Saxe-Weimar-Eisenach dans l'uniforme du régiment de grenadiers saxons en 1812, portrait par Rudolph Suhrlandt

- 1809 Generalmajor Friedrich Georg von Hartitzsch

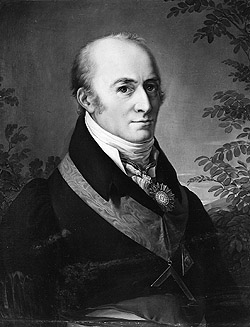
Heinrich Wilhelm von Zeschau

- 1809 Generalmajor Heinrich Wilhelm von Zeschau (de)
- 1810 Oberst v. Göphardt
- 1814 Oberst Prinz Bernard de Saxe-Weimar-Eisenach
- 1815 Oberst v. Radeloff
- 1819 Oberst v. Wolan
- 1828 Oberst v. Koppenfels
- 1836 Oberst v. Einsiedel
- 1845 Oberst v. Schuch
- 1848 Oberst v. Sichart
- 1853 Oberst Karl Rudolph v. Haußen
- 1860 Oberst Freiherr v. Falkenstein
- 1861 Oberst Clemens Heinrich Lothar von Hausen
- 1866 Oberst v. Bünau
- 1867 Oberst Alban von Montbé (de)
- 1869 Oberst Friedrich von Seydlitz-Gerstenberg
- 1872 Oberst Hans Otto von Schimpff (de)
- 1875 Oberst Johann O’Byrn (de)
- 1883 Oberst Gottlob von Hodenberg (de)
- 1887 Oberst Arndt von Egidy (de)
- 1890 Oberst Max von Hausen
- 1892 Oberst Paul von Hingst (de)
- 1896 Oberst Richard Sachse (de)
- 1899 Oberst Paul Vitzthum von Eckstädt (de)
- 1901 Oberst Arndt von Hausen (de)
- 1903 Oberst Egon von Schlieben (de)
- 1907 Oberst Otto von Tettenborn
- 1911 Oberst Klemens Ullrich (de)
- 1912 Oberst Johann Meister
- 1915 Oberst Werner von Seydlitz-Gerstenberg
- 1917 Oberst Oskar Schulz
- 1918 Oberst Arndt von Schmalz
- 1918 Major Hodo von Hodenberg (de)
- 1919 Major von Löben

## Tradition
Après la création de la Reichswehr, la 3e compagnie du 10e régiment (saxon) d'infanterie (de), devient par la suite le régiment d'infanterie de Dresde ou le 10e régiment d'infanterie, poursuit la tradition du régiment. La marche de parade attribuée au régiment Glück auf ! (composée en 1865 par Carl Faust (de) en 1865) fait désormais partie de la Collection de marches de l'armée (de) (AM II, n° 157) de la Bundeswehr allemande.

## Monument
Le mémorial en l'honneur des membres du régiment morts pendant la Première Guerre mondiale est situé sur le bosquet commémoratif du cimetière du Nord de Dresde. Il est dédicacé par d'anciens camarades le 30 avril 1920, à l'occasion du 250e anniversaire de sa fondation.

## Galerie de photos

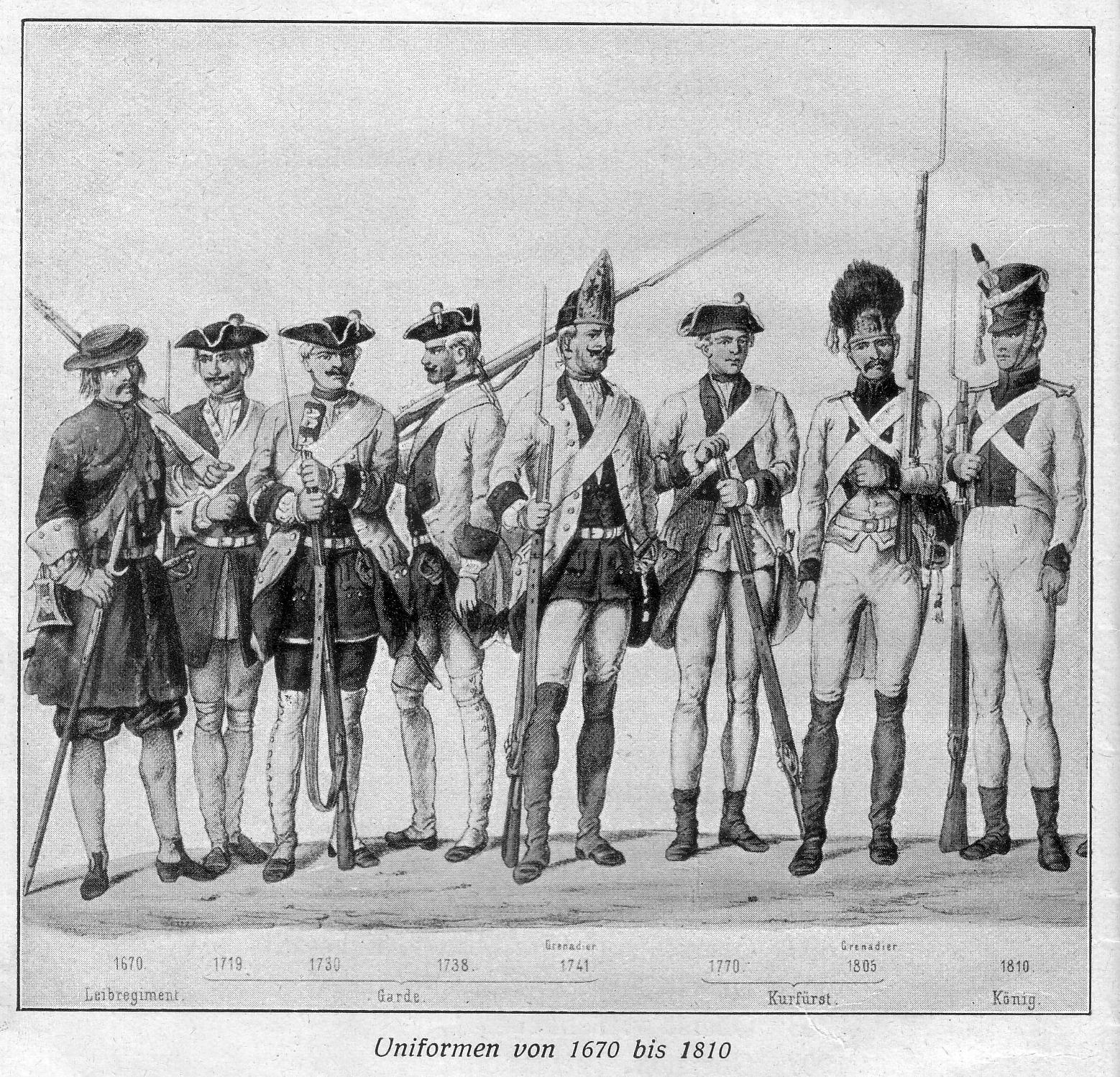
Uniformes de 1670 à 1810
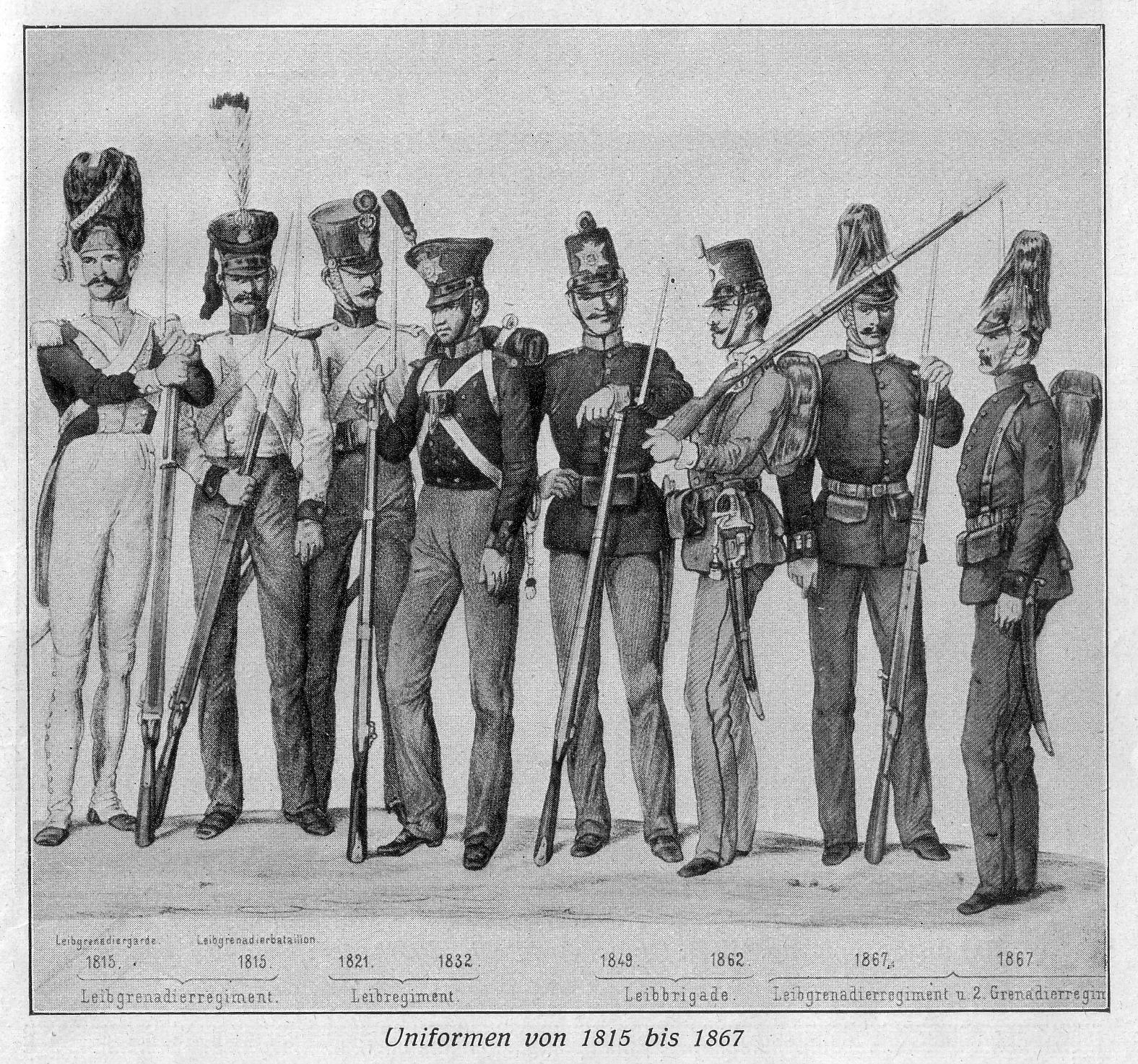
Uniformes de 1815 à 1867
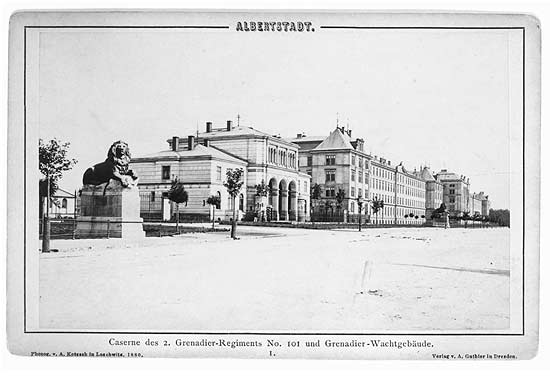
Caserne des grenadiers de l'Empereur vers 1880
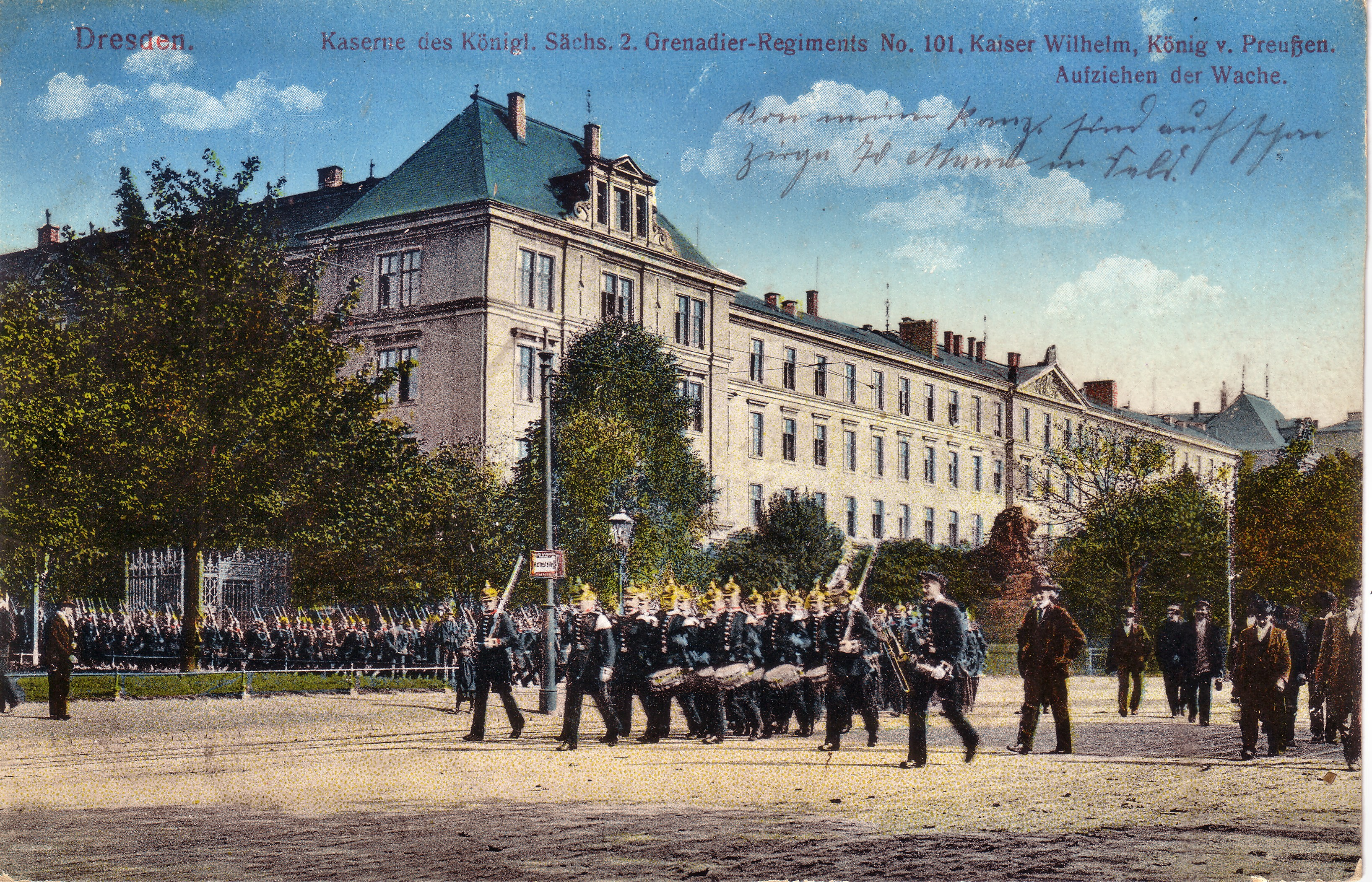
Les 101 partent en campagne
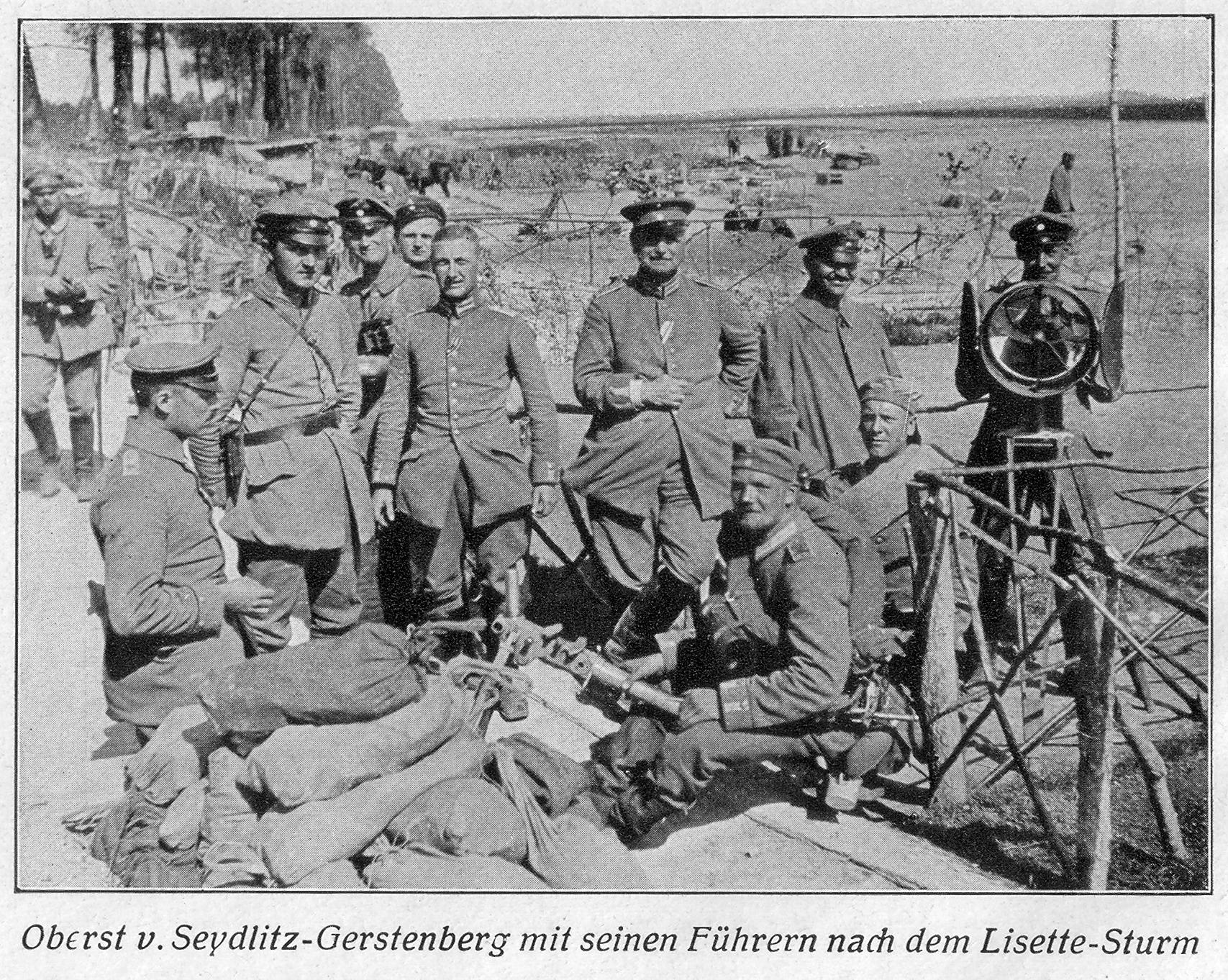
Le commandant du régiment, le colonel v. Seydlitz-Gerstenberg (au centre) sur le front ouest en 1915
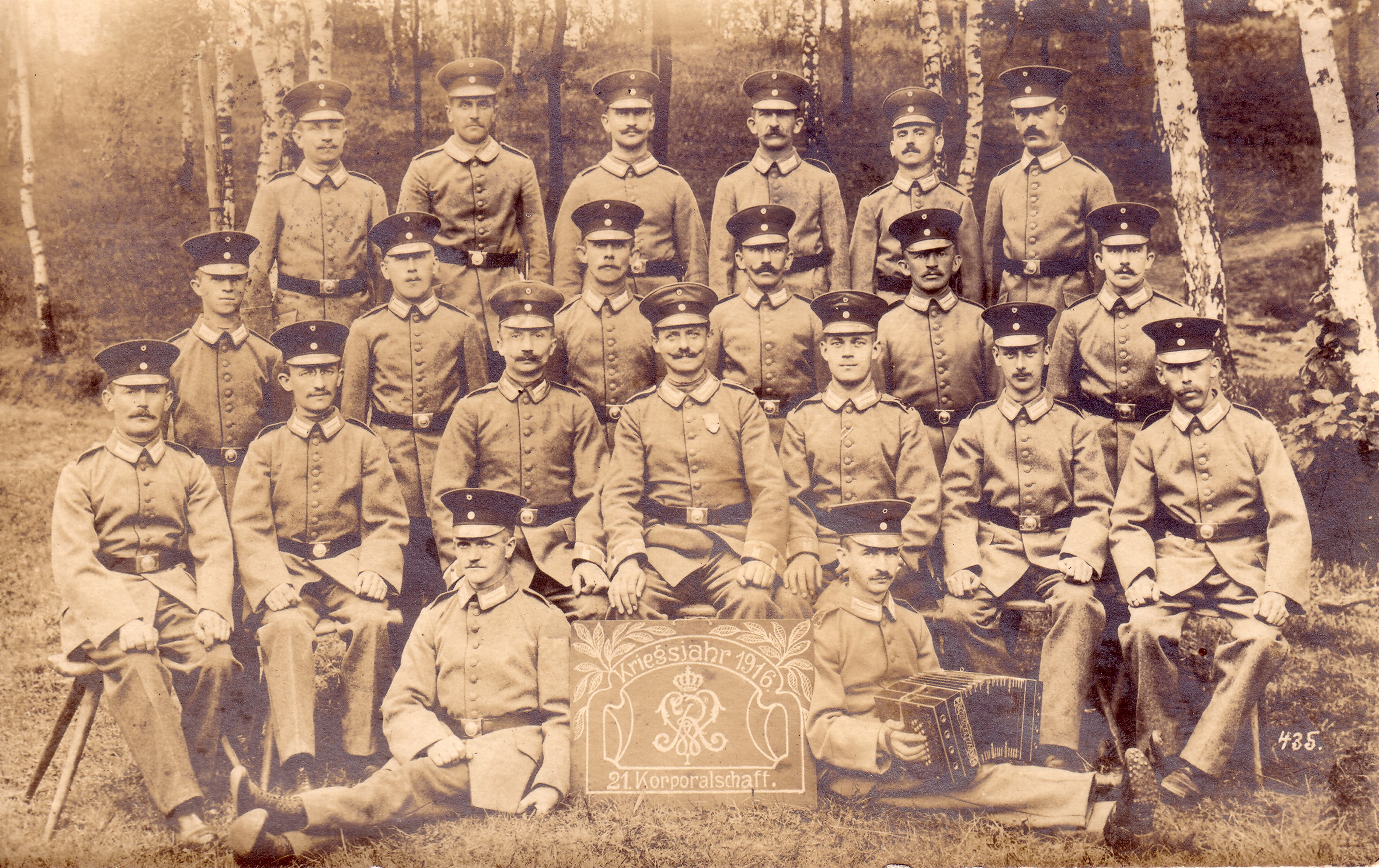
21e corps du 101e régiment de grenadiers pendant l'année de guerre 1916
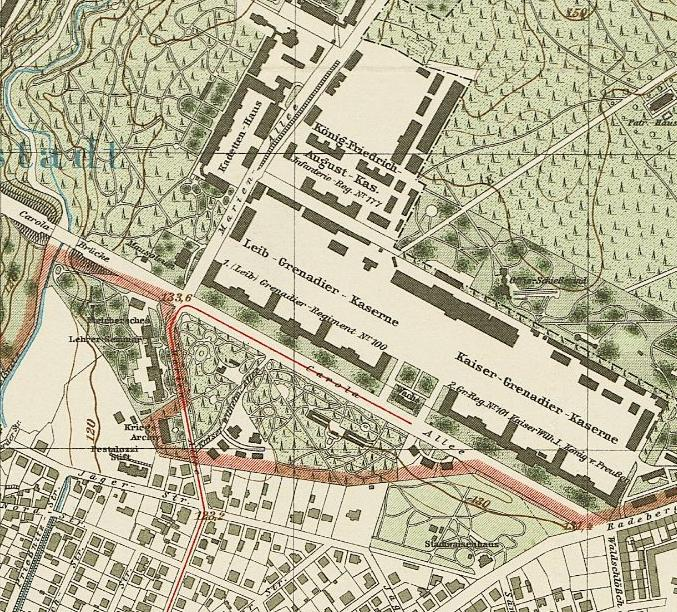
Carte des casernes de grenadiers avec la caserne des grenadiers de l'Empereur (à droite) vers 1917
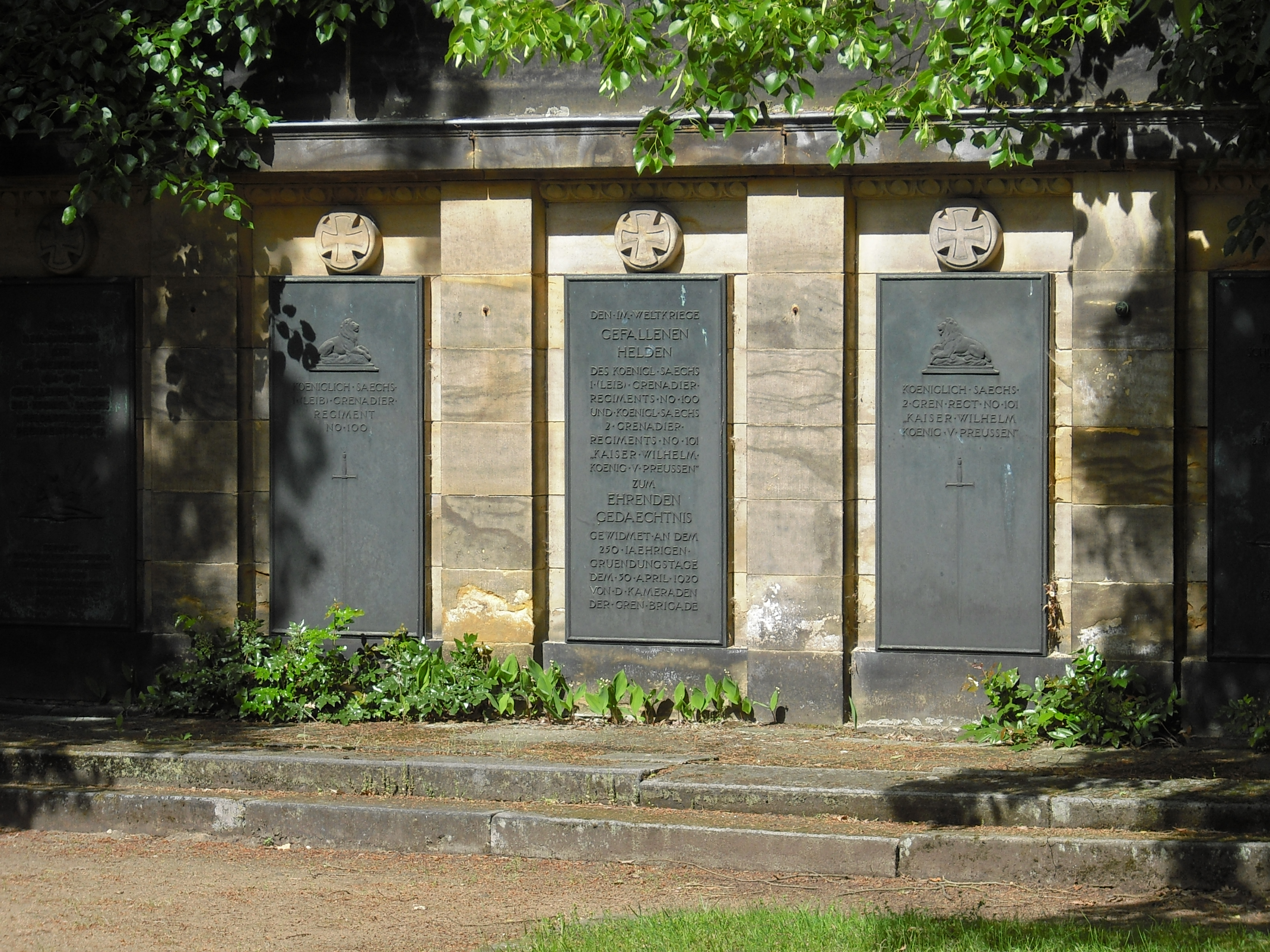
Monument au régiment dans le bosquet d'honneur du cimetière nord de Dresde